# 伊丽莎白·圣卡萨尼
伊丽莎白·圣卡萨尼（義大利語：Elisabetta Sancassani，1983年2月6日—），意大利女子赛艇运动员。她曾代表意大利参加世界赛艇锦标赛，获得一枚金牌。她也曾参加2004年和2008年夏季奥林匹克运动会。